# アリソン・ミラー (ラグビー選手)
アリソン・ミラー（Alison Miller、1984年10月30日 - ）は、アイルランドのラグビーユニオン選手。アイルランド代表として2014年のワールドカップに出場し、ブラックファーンズ戦を破る印象的なトライを記録した。
ウォーターフォード工科大学在学中からラグビーユニオン競技を始めた